# Nikolaj Memola
Nikolaj Memola (* 18. November 2003 in Monza) ist ein italienischer Eiskunstläufer, der im Einzellauf antritt. Er ist der Gewinner des Junior Grand Prix 2022/23 und der italienische Meister von 2024.

## Persönliches
Nikolaj Memolas Mutter Olga Romanova, die auch seine Trainerin ist, stammt aus Russland. Er besitzt die italienische und die russische Staatsbürgerschaft. 2022 beendete er die Schule und möchte im Anschluss Rechtswissenschaft studieren.
Als Vorbilder im Eiskunstlauf nennt er Yuzuru Hanyū, Nathan Chen, Jewgeni Pljuschtschenko, Satoko Miyahara, Carolina Kostner. Jelisaweta Tuktamyschewa, Michail Koljada und Alexandra Trusova.
Mit 1,95 m ist Memola ungewöhnlich groß für einen Eiskunstläufer.

## Sportliche Karriere
Nikolaj Memola begann 2008 mit dem Eiskunstlauf, nachdem er schon als kleines Kind oft seine Mutter in die Eishalle begleitet hatte. Er betrieb den Eislauf als Hobby, bis er sich im Alter von 13 Jahren für den Leistungssport entschied. Memola trainiert hauptsächlich bei seiner Mutter Olga Romanova in Bergamo, verbringt aber auch regelmäßig Zeit in Sankt Petersburg und trainiert dort bei Alexei Mischin und seinem Team.
2020 trat Memola bei den Olympischen Jugend-Winterspielen an und erreichte den 8. Platz.
In der Saison 2021/22 gewann Memola – nach drei Silbermedaillen in den vorangegangenen Jahren – die Italienischen Juniorenmeisterschaften. Bei den Juniorenweltmeisterschaften erreichte er Platz 7. Er wurde als Nachrücker für die Europameisterschaften 2022 benannt und nahm Matteo Rizzos Platz ein, nachdem dieser seine Teilnahme zurückgezogen hatte. Memola war 12. nach dem Kurzprogramm und belegte schließlich den 15. Platz.
In der Saison 2022/23 gewann Memola als erster Italiener das Finale des Junior Grand Prix, für das er sich mit einer Gold- und einer Silbermedaille in den Junior-Grand-Prix-Wettbewerben in Lettland und Tschechien qualifiziert hatte. In der ISU-Challenger-Serie gewann er zwei Bronzemedaillen. Bei seiner ersten Teilnahme an den Italienischen Meisterschaften der Erwachsenen wurde er Zweiter hinter Matteo Rizzo. Er wurde Vierter bei seinen zweiten Juniorenweltmeisterschaften.
In der Saison 2023/24 erhielt Memola seine erste Einladung in die Grand-Prix-Serie. Beim Grand Prix de France belegte er den 11. Platz. Bei den italienischen Meisterschaften eröffnete die Abwesenheit von Daniel Grassl aufgrund von verpassten Dopingkontrollen sowie Matteo Rizzos aus gesundheitlichen Gründen zurückgezogene Teilnahme neuen Läufern Chancen auf den Meistertitel. Nachdem Memola nach dem Kurzprogramm noch hinter Gabriele Frangipani gelegen hatte, konnte er in der Kür die Meisterschaft für sich entscheiden.

## Ergebnisse
| Meisterschaft / Saison               | 2017/18 | 2018/19 | 2019/20 | 2020/21 | 2021/22 | 2022/23 | 2023/24 | 2024/25 |
| ------------------------------------ | ------- | ------- | ------- | ------- | ------- | ------- | ------- | ------- |
| Eiskunstlauf-Weltmeisterschaften     |         |         |         |         |         |         | 9.      | 10.     |
| Europameisterschaften                |         |         |         |         | 15.     |         | 10.     | 2.      |
| Italienische Meisterschaften         |         |         |         |         |         | 2.      | 1.      | 2.      |
| Grand-Prix-Serie / Saison            | 2017/18 | 2018/19 | 2019/20 | 2020/21 | 2021/22 | 2022/23 | 2023/24 | 2024/25 |
| Grand Prix de France                 |         |         |         |         |         |         | 11.     | 6.      |
| Grand Prix Finnland                  |         |         |         |         |         |         | 5.      |         |
| Cup of China                         |         |         |         |         |         |         |         | 10.     |
| Juniorenwettbewerb / Saison          | 2017/18 | 2018/19 | 2019/20 | 2020/21 | 2021/22 | 2022/23 | 2023/24 | 2024/25 |
| Juniorenweltmeisterschaften          |         |         |         |         | 7.      | 4.      |         |         |
| Olympische Jugend-Winterspiele       |         |         | 8.      |         |         |         |         |         |
| EYOF                                 |         | 11.     |         |         |         |         |         |         |
| Junior-Grand-Prix-Finale             |         |         |         |         |         | 1.      |         |         |
| Junior Grand Prix Österreich         |         |         |         |         | 4.      |         |         |         |
| Junior Grand Prix Tschechien         |         |         |         |         |         | 2.      |         |         |
| Junior Grand Prix Italien            |         |         | 16.     |         |         |         |         |         |
| Junior Grand Prix Lettland           |         |         | 18.     |         |         | 1.      |         |         |
| Junior Grand Prix Slowenien          |         | 19.     |         |         |         |         |         |         |
| Italienische Juniorenmeisterschaften | 4.      | 2.      | 2.      | 2.      | 1.      |         |         |         |